# Сенеси, Маркос
Маркос Николас Сенеси Барон (исп. Marcos Nicolás Senesi Barón; 10 мая 1997, Конкордия, Аргентина) — аргентинский футболист, защитник английского клуба «Борнмут» и сборной Аргентины.

## Клубная карьера
Сенеси — воспитанник футбольной академии «Сан-Лоренсо». В 2016 году Маркос был включён в заявку основной команды. 6 февраля в матче против «Патронато» он дебютировал в аргентинской Примере.
2 сентября 2019 года Сенеси подписал четырёхлетний контракт с нидерландским клубом «Фейеноорд». 10 ноября 2019 года он забил свой первый гол за клуб в ворота «Валвейка», забив со штрафного удара головой на 85-й минуте.
8 августа 2022 года перешёл в английский «Борнмут», подписав с клубом четырёхлетний контракт.

## Международная карьера
В 2017 году Сенеси принял участие в молодёжном чемпионате мира в Южной Корее. На турнире он сыграл в матчах против команд Гвинеи, Англии и Южной Кореи. В поединке против гвинейцев Маркос забил гол.